# 黄洲
黄洲（1962年1月—），男，汉族，广西钦州人，中华人民共和国政治人物，曾任广西壮族自治区人民政府秘书长、党组成员，办公厅主任、党组书记，曾任广西壮族自治区政协副主席。